# ديف سميث (لاعب كرة قدم مواليد 1943)
ديف سميث (بالإنجليزية: Dave Smith)‏ هو مدرب كرة قدم ولاعب كرة قدم بريطاني في مركز الوسط، ولد في 14 نوفمبر 1943 في أبردين في المملكة المتحدة. شارك مع منتخب اسكتلندا لكرة القدم. أما مع النوادي، فقد لعب مع بيرويك راينجرز ولوس أنجلوس أزتكس ونادي أبردين ونادي اربوراث ونادي رينجرز ونادي ليفينغستون وهاميلتون أكاديميكال.

## وصلات خارجية
- ديف سميث على موقع الاتحاد الإسكتلندي (الإنجليزية)
- ديف سميث على موقع قاعدة بيانات كرة القدم.إي يو (الإنجليزية)
- ديف سميث على موقع ناشيونال فوتبول تيمز (الإنجليزية)